# Motoröl

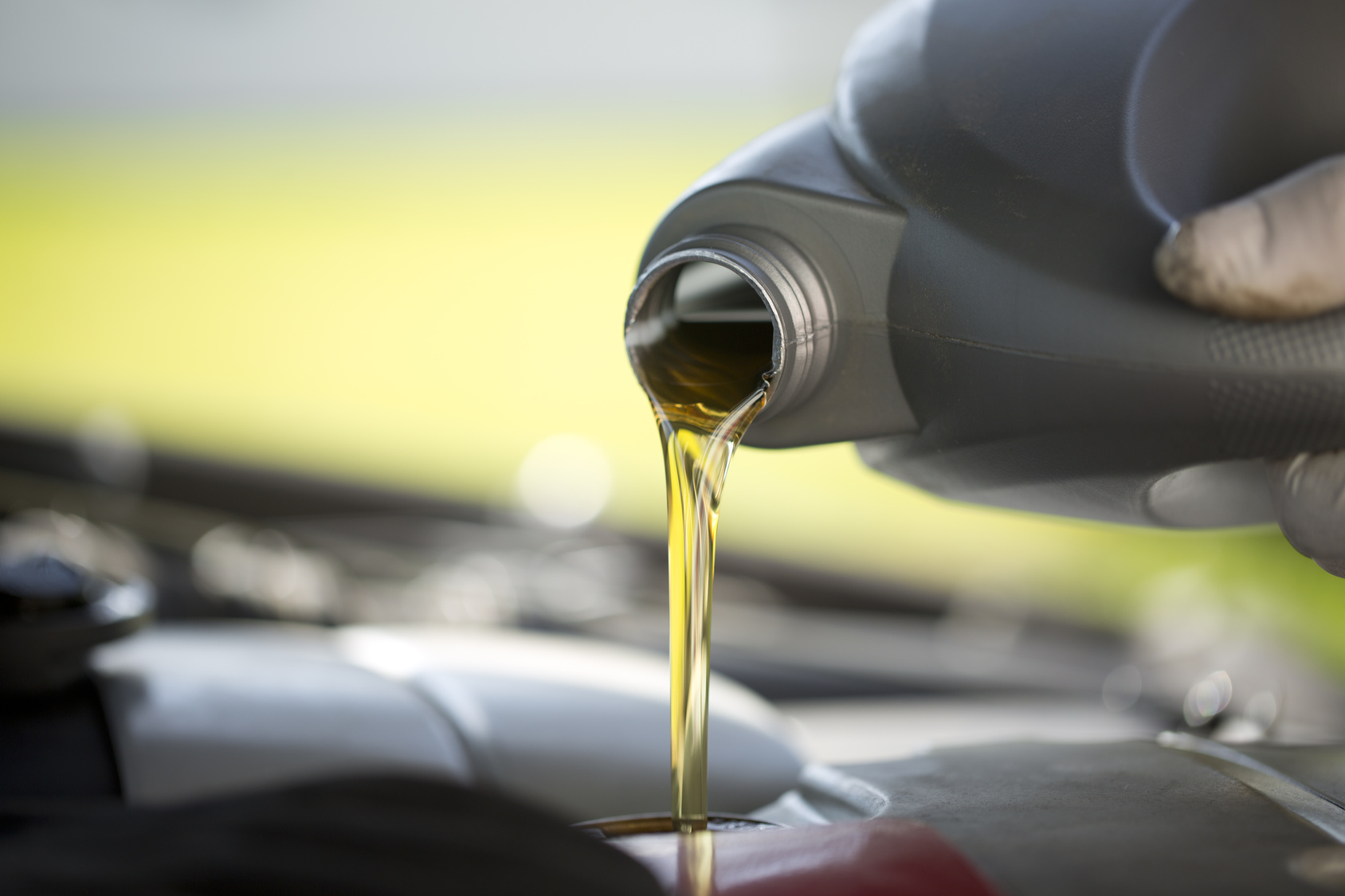
Motoröl aus der Flasche

Unter Motoröl versteht man alltagssprachlich jede Sorte von Schmieröl, die dazu geeignet ist, einen Verbrennungsmotor zu schmieren.
Im weiteren Sinne gehören auch die Zweitaktöle zu den Motorölen, ebenso wie alle Schmieröle, die für andere Motor-Bauarten gedacht sind. Diese tragen jedoch meist andere, auf ihren speziellen Einsatzzweck gerichtete Gattungsnamen.

## Herstellungsart
- Mineralöl: Mineralölbasiertes Motoröl wird aus Grundölen hergestellt, die direkt aus Erdöldestillaten gewonnen wurden.
- Teilsynthetik-Öl: Teilsynthetisches Motoröl wird aus einer Mischung von Mineralölen und synthetischen Grundölen hergestellt.
- Synthetik-Öl: Synthetisches Motoröl wird ausschließlich aus Grundölen hergestellt, die synthetisch oder nicht direkt aus Erdöldestillaten gewonnen wurden.

## Viskositätsklassen

### SAE-Klassifikation

Beispiele von SAE-Klassen: Rötliche Farben bedeuten Einbereich-Sommeröle, bläuliche Farben sind Einbereich-Winteröle, grünliche Farben sind Mehrbereichöle

Die SAE-Viskositätsklassen werden seit 1911 von der Society of Automotive Engineers festgelegt.
Motoröle für Kraftfahrzeuge werden in Sommer- und Winteröle unterteilt. Das ist historisch zu verstehen, da früher Motoröle je nach Jahreszeit gewechselt wurden. Heute sind Mehrbereichsöle üblich, die Eigenschaften von Sommer- und Winteröl in sich vereinen. Der technische Fortschritt macht es möglich, mit demselben Motoröl alle Jahreszeiten abzudecken. Für Sonderfälle, wie Rennsport oder Polarexpeditionen, sind aber weiterhin Einbereichsöle erhältlich.
- Sommeröle erhalten nach der SAE J300 (Stand Januar 2015) eine der Viskositätsklassen 8 (sehr dünnflüssig), 12, 16, 20, 30, 40, 50 oder 60 (sehr dickflüssig). Das hauptsächliche Unterscheidungsmerkmal ist das Fließverhalten bei hohen Öltemperaturen. Die Tragfähigkeit des Schmierfilms ist bei höherer Viskosität besser als bei niedriger, ein Qualitätsmerkmal ist die Viskosität an sich jedoch nicht. Die Bezugstemperatur für heißes Motoröl ist 100 °C, obwohl im Motor noch höhere Öltemperaturen (bis maximal etwa 120 °C, teilweise bis 130 °C) auftreten können.

| Motoröl | Viskosität bei 100 °C     |
| SAE 16  | 5,6 mm²/s bis 6,9 mm²/s   |
| SAE 20  | 6,9 mm²/s bis 9,3 mm²/s   |
| SAE 30  | 9,3 mm²/s bis 12,5 mm²/s  |
| SAE 40  | 12,5 mm²/s bis 16,3 mm²/s |
| SAE 50  | 16,3 mm²/s bis 21,9 mm²/s |
| SAE 60  | 21,9 mm²/s und mehr       |

- Winteröle erhalten nach der SAE J300 eine der Viskositätsklassen 0W (sehr dünnflüssig), 5W, 10W, 15W, 20W oder 25W, wobei das „W“ für „Wintereignung“ steht. Als Zahlenwert wird die Tieftemperatur-Pump-Viskosität bei einer bestimmten Temperatur nach folgendem Schema verschlüsselt:[2]

| Motoröl | Tiefsttemperatur, bei der das Öl unter festgelegten Bedingungen (SAE J 300) noch pumpbar ist. |
| SAE 0W  | −40 °C                                                                                        |
| SAE 5W  | −35 °C                                                                                        |
| SAE 10W | −30 °C                                                                                        |
| SAE 15W | −25 °C                                                                                        |
| SAE 20W | −20 °C                                                                                        |
| SAE 25W | −15 °C                                                                                        |

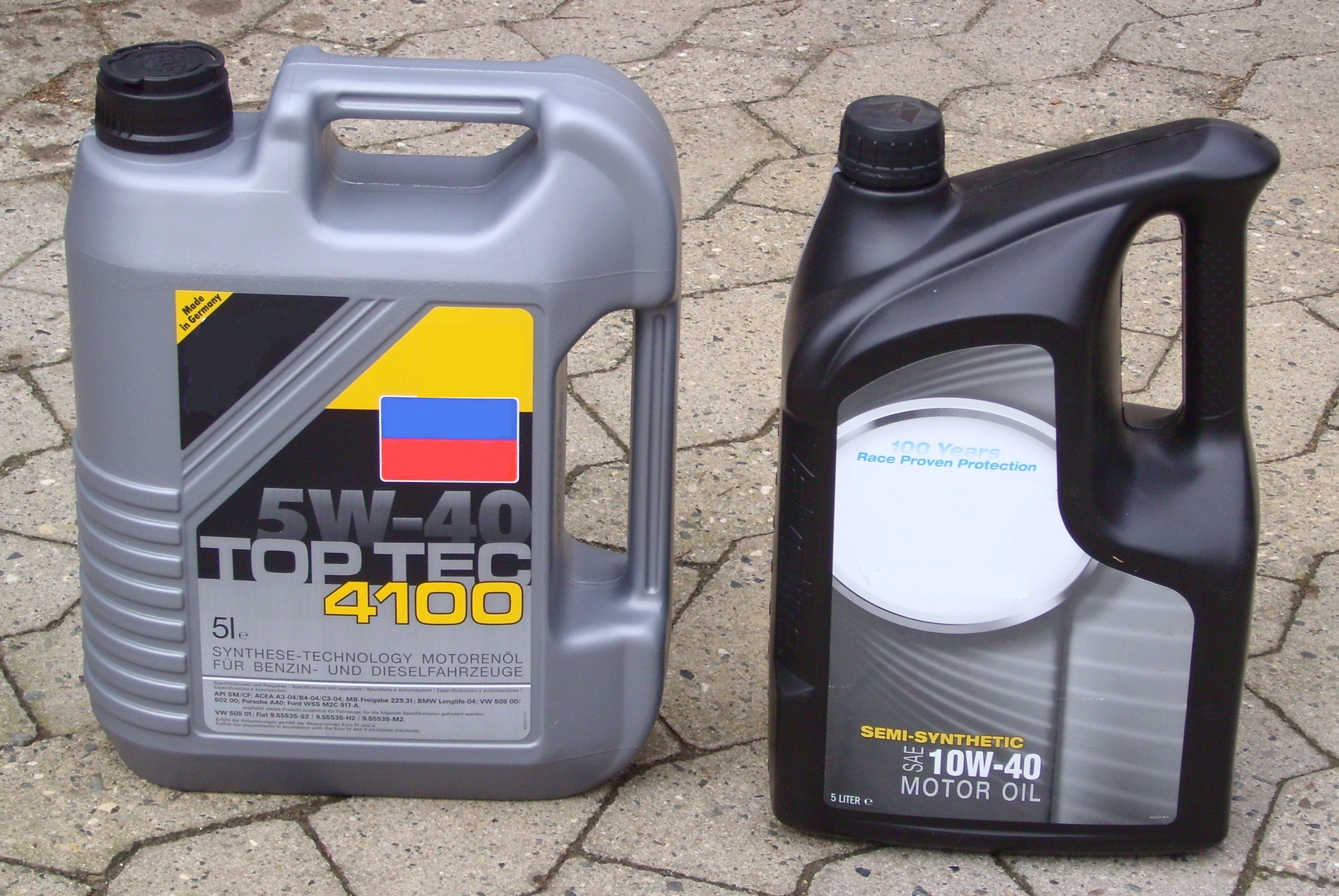
Zwei Kanister mit verschiedenen Mehrbereichsölen: links SAE 5W-40, rechts SAE 10W-40

- Mehrbereichsöle können die Viskositätsklassen von zwei oder mehr Einbereichsölen überbrücken. Sie sind daher im Gegensatz zu Einbereichsölen für den kombinierten Sommer- und Winterbetrieb geeignet.

Bei der Benennung von Mehrbereichsölen wird immer zuerst die Niedrigtemperatur-Viskosität mit Zusatz W genannt und nach dem Bindestrich die Hochtemperatur-Viskosität.
Diese Öle müssen die Anforderungen der SAE J300 beider Viskositätsklassen erfüllen. Beispiele:
| Mehrbereichsöl | Niedrigtemperatur-Viskosität | Hochtemperatur-Viskosität |
| SAE 0W-40      | SAE 0W                       | SAE 40                    |
| SAE 5W-40      | SAE 5W                       | SAE 40                    |
| SAE 10W-40     | SAE 10W                      | SAE 40                    |
| SAE 10W-60     | SAE 10W                      | SAE 60                    |
| SAE 20W-60     | SAE 20W                      | SAE 60                    |
| SAE 15W-40     | SAE 15W                      | SAE 40                    |
| SAE 20W-50     | SAE 20W                      | SAE 50                    |

Um mehrere Viskositätsbereiche überbrücken zu können, enthalten Mehrbereichsöle Polymere als Viskositätsindex-Verbesserer.
Die Wahl der Viskositätsklasse richtet sich nach den Vorgaben des Motorenherstellers. Die Konstruktion des Motors legt fest, welche Viskositätsklasse für den richtigen Öldruck notwendig ist. Ein zu hoher Öldruck kann die Motordichtungen „überdrücken“ und dadurch zu Ölverlust führen, ein zu niedriger Öldruck kann die Schmierung der im Motor verwendeten Lager nicht sicherstellen.
Getriebeöle für Kraftfahrzeuge tragen die Viskositätsklassen SAE 70 (sehr dünnflüssig) bis SAE 250 (sehr dickflüssig).
Motoröle für Flugzeuge mit Kolbentriebwerken wiederum werden gemäß den SAE J-1966 und J-1899 mit den Viskositätsstufen 65 bis 120 nach ihrem SUS-Wert (Saybolt Universal Seconds) bezeichnet.
Die Viskosität nach SAE-Klassifizierung ist nicht absolut zu sehen. Es handelt sich hier keinesfalls um Messwerte, sondern lediglich um Vergleichswerte, deren Aussagekraft sich auf eine fest definierte Gruppe beschränkt. Die Viskositätsangaben unterschiedlicher Ölarten sind nicht miteinander vergleichbar, sondern immer nur innerhalb ihrer Gruppe.
Ungefähr vergleichbar hinsichtlich ihrer Viskosität sind die folgenden Öle:
| Motoröl | Getriebeöl | Flugmotorenöl  |
| SAE 20  | SAE 80     |                |
| SAE 30  |            | SUS weight 65  |
| SAE 40  | SAE 90     | SUS weight 80  |
| SAE 50  | SAE 90     | SUS weight 100 |
| SAE 60  |            | SUS weight 120 |

Obige Tabelle (bezogen auf die Viskosität bei 40 °C und einen VI von ca. 100) soll lediglich der Anschaulichkeit vergleichbarer Fließfähigkeiten dienen. Flugmotorenöle bspw. werden jedoch nicht in Kraftfahrzeugen eingesetzt – und umgekehrt, da beide Öle völlig unterschiedlich additiviert sind.

### Einbereichsöle
Bis in die 1970er-Jahre war das Einbereichsöl marktbeherrschend. Jedes angebotene Öl hatte seine fest zugeordnete Fließzähigkeit und wurde mit dieser auch bezeichnet. Kraftfahrzeugmotoren wurden mit Ölen der Viskositätsklassen SAE 20, SAE 30, SAE 40 oder SAE 50 betrieben.
Für besondere Anwendungen oder extreme Kältegrade kam noch das dünnflüssige SAE 10 in Frage, im Rennsport oder für den Einsatz in extrem heißen Gegenden konnte man Einbereichsöle der fast honigartig zähfließenden Viskositätsklasse SAE 60 bekommen.
Insbesondere bei Motoren älterer Baureihen, die mit teilweise großen Toleranzen und Laufspielen konstruiert sind, werden Einbereichsöle mit ihrer garantierten Mindestzähflüssigkeit auch heute noch genutzt.

### Mehrbereichsöl
Die weitaus meisten seit den 1970er-Jahren üblichen Motoröle sind so genannte Mehrbereichsöle. Diese basieren auf dünnflüssigen Grundölen und werden mit Additiven (z. B. Polymere wie Polyester oder Polyisobutylen) versehen, so dass ihre Viskosität bei höheren Temperaturen zunimmt. Damit erreicht man eine schnelle Durchölung des Motors beim Kaltstart, eine geringere Belastung des Anlassers bei tiefen Temperaturen und eine ausreichend hohe Schmiersicherheit bei höheren Außen- und Motortemperaturen. So kann dasselbe Öl im Sommer- wie im Winterbetrieb verwendet werden, was bei den früher üblichen Einbereichsölen nicht möglich war. Die verwendeten Additive werden auch VI-Verbesserer genannt, sie verbessern also den Viskositätsindex (VI) und verringern somit die Temperaturabhängigkeit der Viskosität.
Die größte Schwäche der Mehrbereichsöle liegt allerdings genau in ihrer Stärke: Mehrbereichsöle verlieren im Betrieb zunehmend an Viskosität – und zwar umso schneller, je höher der Anteil der Polymere in ihnen ist. Das heißt im Klartext: Je größer der überbrückte Viskositätsbereich ist, desto stärker und schneller „altert“ das Öl. Die Viskosität fällt praktisch auf das Niveau des Ausgangsproduktes zurück, welches in der Regel ein eher dünnflüssiges Öl ist. Aufgrund dieser Eigenschaft schwören viele Rennmechaniker, Motortuner und vor allem Flugsportler bis heute auf das klassische Einbereichsöl.
Andererseits haben die Ölhersteller das Problem der schnellen Alterung ihrer Mehrbereichsöle seit Erfindung der synthetischen Öle immer besser in den Griff bekommen. Moderne kraftstoffsparende Leichtlauföle mit sehr langen Wechselintervallen (mancherorts wird schon die „lebenslange Ölfüllung“ ab Werk getestet) wären ohne die Mehrbereichstechnologie gar nicht denkbar.

### Öle mit abgesenkter Hochtemperaturviskosität
Motorkonstrukteure nutzen alle Möglichkeiten, um den Kraftstoffverbrauch noch weiter zu senken. Kann durch neuartige Ölformulierungen im Hochtemperaturbereich die Fließzähigkeit des Motoröls reduziert werden, sinkt gleichzeitig der Reibungsverlust im Motor. Es wird weniger Kraftstoff in Wärme umgewandelt, die Leistung steigt oder der Kraftstoffverbrauch bei gleicher abgeforderter Leistung sinkt.
Diese so genannte High-Temperature-High-Shear-Viskosität (HTHS) des Motoröls wird bei hoher Öltemperatur und hoher Motordrehzahl gemessen. Die hohe Drehzahl sorgt dabei für eine hohe Schergeschwindigkeit (Schergefälle).
Diese Effekte lassen sich jedoch nur erzielen, wenn die gesamte Motorkonstruktion darauf ausgelegt ist. Bei älteren, ungeeigneten Motorkonstruktionen können solche Öle mit abgesenkter HTHS-Viskosität im Extremfall sogar zu Motorschäden führen. Sie werden daher nur in Fahrzeugen eingesetzt, deren Hersteller eine entsprechende Freigabe erteilt haben.
Im Wesentlichen gibt der HTHS die Stabilität des Schmierfilms eines Motoröls bei einer erhöhten Temperatur an. Ist der Wert über 3,5 mPa×s, dann ist das Öl auch bei hohen Temperaturen sehr scherstabil. Bei Werten darunter (unter 3,5 mPa×s) spricht man von abgesenkter HTHS-Viskosität, was auch weniger Scherstabilität bedeutet.
Es besteht jedoch ein Zielkonflikt zwischen den Inhaltsstoffen in Ölen mit hoher Scherstabilität und den resultierenden Verbrennungsrückständen.
Beispiel anhand von PKW-Dieselmotoren mit Partikelfilter (ACEA-Spezifikation = C):
- C1: Low-SAPS-Öl mit abgesenkter HTHS-Viskosität ≥ 2,9 mPa×s,[3] dafür stark begrenzte Anteile von Inhaltsstoffen, welche die Durchlässigkeit des Partikelfilters ungünstig beeinflussen könnten. Sulfataschegehalt ≤ 0,5 % m/m.
- C2: Mid-SAPS-Öl mit abgesenkter HTHS-Viskosität ≥ 2,9 mPa×s, begrenzte Anteile von Inhaltsstoffen, welche die Durchlässigkeit des Partikelfilters ungünstig beeinflussen könnten. Sulfataschegehalt ≤ 0,8 % m/m.
- C3: Mid-SAPS-Öl mit höherer HTHS-Viskosität ≥ 3,5 mPa×s, mit begrenzten, aber höheren Anteilen von verbrennungsrückständigen Inhaltsstoffen, wie Sulfat-Asche, Phosphor, Schwefel. Sulfataschegehalt ≤ 0,8 % m/m. Total-Base-Number (TBN) ≥ 6 mg KOH pro g.
- C4: Low-SAPS-Öl mit höherer HTHS-Viskosität ≥ 3,5 mPa×s, mit stärker begrenzten Anteilen von Inhaltsstoffen, welche die Durchlässigkeit des Partikelfilters ungünstig beeinflussen könnten. Sulfataschegehalt ≤ 0,5 % m/m. TBN ≥ 6 mg KOH pro g.

Öle nach ACEA C1 weisen eine stark abgesenkte HTHS-Viskosität auf, was zum Kraftstoff sparen verhelfen kann, und sind besser für den Dieselpartikelfilter, denn sie setzen diesen nicht so zu; allerdings weisen Öle nach ACEA C1 eine weniger gute Schmierstabilität auf als beispielsweise andere Öle (ACEA C3/C4) dieser Spezifikation. Als Faustformel ist C1 besser für den Dieselpartikelfilter, C3 besser für den Motor.

## Legierungen

### Unlegiertes Motoröl
In frühen Zeiten der Motorisierung war Motoröl prinzipiell unlegiert – und die Motoren besaßen keine wirksame Ölfilterung. Jedes Motoröl schleppt aber bereits nach kurzer Betriebsdauer ölunlösliche Fremdstoffe mit, die aus Materialabrieb im Motor, Verbrennungsrückständen, Straßenstaub sowie Alterungsrückständen des Öls selbst bestehen.
Die üblichen Ölwechselintervalle bei Autos betrugen seinerzeit zwischen 1000 und 5000 km, je nach Motorkonstruktion und Hersteller. Abhängig von der Betriebsvorschrift des Herstellers und dem typischen Einsatzgebiet des Motors war bei jedem oder bei jedem zweiten Ölwechsel die komplette Ölwanne zu demontieren und zu säubern.
Bei Oldtimern ist unlegiertes Motoröl noch heute von Bedeutung, da die im legierten Motoröl enthaltenen DD-Additive die Bildung des Ölschlamms verhindern würden. Die unerwünschten Fremdstoffe würden im Öl gebunden und regelmäßig neu durch den Ölkreislauf des Motors gepumpt, was den mechanischen Verschleiß an Lagern und Zylinderlaufflächen erhöhen und die Schmierwirkung des Öles herabsetzen würde. Erschwerend kommt hinzu, dass die in additiviertem Öl enthaltenen Detergentien eine stark reinigende Wirkung haben. Dadurch verhindern sie die bei älteren Motoren oft gewünschten, quasi in die Konstruktion eingerechneten Ölkohle-Ablagerungen, oder sie lösen bereits gebildete Ablagerungen auf, was zu Verstopfungen in den Ölkanälen und damit zu Motorschäden führen kann. Oft wird solchen Ablagerungen auch eine dichtende Wirkung zugeschrieben – werden sie durch aggressive Additive entfernt, muss der Motor unter Umständen komplett zerlegt und neu abgedichtet werden. Daher gibt es noch heute unlegierte Einbereichs- und Mehrbereichs-Motorenöle, deren Einsatzgebiet sich vornehmlich auf Motoren ohne Hauptstrom-Ölfilter beschränkt.

### Legiertes Motoröl
Nahezu jedes moderne Motoröl ist additiviert, also legiert. Bereits vor dem Ersten Weltkrieg tauchten die ersten Wundermittel auf, die die Qualität handelsüblicher Motoröle verbessern sollten. Neben vielen nutzlosen Produkten gab es in diesem Rahmen immer mal wieder das eine oder andere Additiv (Ölzusatzmittel), das sich unter bestimmten Bedingungen als durchaus wirksam erwies. Das blieb auch dem Militär nicht verborgen. Das amerikanische Militär veröffentlichte im Zweiten Weltkrieg schließlich die erste Ölspezifikation, die auf der Beimischung von Additiven zum Grundöl basierte. Das so genannte HD-Motoröl (HD stand für Heavy Duty) war damit erstmals genormt und fand bald auch Eingang in die zivilen Motoröl-Prüfvorschriften. Heute bestehen bis zu 20 % eines Motoröls aus Additiven wie Alterungsschutzmittel, Detergentien, Dispergentien, Korrosionsinhibitoren, Metalldeaktivatoren, Oxidationsinhibitoren, Pourpointverbesserern, Reibungsminderern, Schaumdämpfern, Verschleißminderern und Viskositätsindexverbesserern.
Parallel entwickelten sich die Ölfilter der Motoren immer weiter. Seit 1923 gab es den Purolator, der allerdings noch über 90 % des Motoröles ungefiltert vorbeiströmen ließ. Erst 1943 wurden die ersten vollwirksamen Hauptstrom-Ölfilter entwickelt. Seit 1954 gibt es die noch heute üblichen Aufdrehfilter, die einen einfachen, regelmäßigen Austausch der Filterpatrone ermöglichen. Diese Filter halten die vom Motoröl mitgeführten Fremdstoffe auf und lagern sie bis zum nächsten Filterwechsel ein. Damit wurde die früher konstruktiv notwendige Ölschlammpfanne in der Ölwanne überflüssig, das Motorinnere kann im Betrieb wesentlich sauberer gehalten werden, was letzten Endes der Verschleißarmut zugutekommt, aber auch die inneren Widerstände und damit den Kraftstoffverbrauch senkt.
Diese Entwicklungen befruchteten sich gegenseitig, so dass die modernen Motoröle mit ihren Legierungen aus Grundölen und Additiven Ölwechselintervalle von bis zu 50.000 km und mehr erlauben, wenn der Fahrzeug- oder Motorenhersteller entsprechende Longlife-Öle freigegeben hat.

## Sonderformen

### Leichtlauföl
Leichtlauf-Motorenöle sind auf geringere mechanische Reibungsverluste hin entwickelt, um Energie, also Kraftstoff zu sparen. Dazu werden dünnflüssige Motoröle mit Additiven so kombiniert, dass trotz der niedrigen Motoröl-Viskosität eine ausreichende Schmierstoffversorgung des Motors sichergestellt werden kann. Praktisch alle Mehrbereichsöle mit der Tieftemperatur-Viskosität 0W oder 5W sind als synthetisches oder teilsynthetisches Leichtlauföl konzipiert.
Leichtlauf-Motorenöle können in Verbindung mit der darauf abgestimmten Motortechnologie tatsächlich Treibstoff sparen. Um Motorschäden zu vermeiden, sollte der Einsatz solcher Leichtlauföle jedoch auf Motoren beschränkt bleiben, deren Hersteller eine entsprechende Freigabe erteilt haben. Oft ist die Herstellerfreigabe auf der Umverpackung des Leichtlauföles abgedruckt. Wenn der Motoren- oder Fahrzeughersteller Motoröle mit der Tieftemperatur-Viskosität 0W oder 5W in der Betriebsanleitung vorschreibt oder vorschlägt, kann man davon ausgehen, dass er die Schmierfähigkeit solcher Leichtlauföle getestet und für gut befunden hat.

### Longlife-Öl
Longlife-Motorenöle sind synthetische Leichtlauföle. Sie sind für Fahrzeuge mit computerberechnetem Longlife-Service vorgeschrieben und dürfen keinesfalls mit anderen Motorölen ergänzt oder aufgefüllt werden, sollen die Serviceintervalle und Garantiebedingungen eingehalten werden. Soll in einem Fahrzeug, das für den Longlife-Service konstruiert wurde, „normales“ Motoröl gefahren werden, muss das Motorsteuergerät auf feste Ölwechselintervalle eingestellt werden. „Longlife“ ist auch der Name einer Öl-Spezifikation.

### Motoröl mit Festschmierstoff
Allgemein anerkannt ist, dass Festschmierstoffe aus Aluminium, Graphit, Keramik, Kupfer, Molybdänsulfid oder PTFE als Zusatz von Schmierfetten im Vergleich zu rein erdölbasierten Produkten bessere Schmiereigenschaften entwickeln können. Ob sie diese auch in Verbindung mit Motoröl entfalten können, ist umstritten. Befürworter wie Gegner verweisen auf wissenschaftliche Studien und technische Prüfgutachten, die ihre jeweiligen Ansichten bestätigen.
Bis in die 1940er Jahre gab es eine kaum überschaubare Zahl von Ölzusatzprodukten, mit denen die Qualität handelsüblicher Motoröle verbessert werden sollte. Als das amerikanische Militär zu Beginn der 1940er Jahre legierte Öle als Heavy-Duty-Öle prüfen und normen ließ, gewannen die Öl-Additive Anerkennung. Mögliche Vorteile von Festschmierstoff-Motorölen sind die besseren Notlaufeigenschaften und die höhere Schmierfähigkeit. Letzteres soll die Reibungswiderstände im Motor verringern und damit zu mehr Leistung und weniger Kraftstoffverbrauch führen. Individuellere Eigenschaften bietet die gewählte Festschmierstoff-Art. Die meisten Fahrzeug- und Motorenhersteller formulieren in ihren Betriebsanleitungen eine Untersagung der Benutzung von externen Öladditiven, was im Falle eines Motorschadens zum Verlust einer etwaigen Herstellergarantie führen kann. Hersteller bezeichnen einige ihrer Motoröle mit Festschmierstoffen für Fahrzeuge mit Katalysator als geeignet. Über die vorgeschriebene Kurbelgehäuseentlüftung gelangen Partikel des Motoröls durch den Brennraum des Motors in den Abgasstrang, wodurch Öldampf und dessen Verbrennungsprodukte zudem die Komponenten des Abgasstranges nicht beschädigen dürfen.

### Motorrad-Öl
Ein Motorrad-Öl unterscheidet sich wenig von einem Öl für Automobile. Allerdings sind bei vielen Motorrädern Kupplung und Getriebe im Motor integriert, so dass es nur einen Ölkreislauf gibt. Daraus ergibt sich eine besonders hohe Anforderung an Scherstabilität (Motorradmotoren erreichen gegenüber Automotoren höhere Kolbengeschwindigkeiten) und zusätzlich an die Stabilität gegen Flächenpressung, da die Schmierung der Getriebezahnräder eine andere Anforderung an das Öl stellt als die Schmierung z. B. der Kurbelwelle im Motor. Während sich an rotierenden Motorteilen ein haftender Schmierfilm aufbauen kann, wird dieser von den aufeinander mahlenden Zahnrädern im Getriebe förmlich zerquetscht und aus den Zahnflanken herausgedrückt. Dieser extremen Druckbelastung wird mit Hochdruck-Additiven begegnet, die im Motoröl für Autos nicht oder nur in geringen Mengen enthalten sind.
Einige Motorprinzipien (z. B. Pumpe-Düse-Diesel-Direkteinspritzer) verlangen auch im Bereich des Ventiltriebs nach einer erhöhten Menge an Hochdruck-Additiven oder EP-Additiven. Das wird von den Motorenherstellern in ihren Freigaben berücksichtigt.
Viele Motorräder verfügen über Nasskupplungen die im Ölbad des Motoröls laufen. Solche Ölbadkupplungen vertragen keine Additive zur Reibwertminderung, die in vielen modernen PKW- und Leichtlaufölen enthalten sind.
Während beim alltäglich benutzten Auto die Kraftstoffeinsparung im Vordergrund steht, ist es beim Motorrad wichtiger, ein Motoröl einzusetzen, das hohen Drehzahlen und hohen Temperaturen gewachsen ist, da die verwendeten Ölmengen im Motorradmotor vergleichsweise gering sind und die Temperaturspitzen im Betrieb oft höher liegen als beim Auto.
Aus diesen Gründen darf in Motorrädern mit Ölbadkupplung und/oder integriertem Schaltgetriebe ausschließlich Motoröl eingesetzt werden, das vom Hersteller eindeutig als dafür geeignet eingestuft wird.

### Riemen im Ölbad
Ford-EcoBoost-Motoren haben den Steuerriemen im Ölbad des Motoröls laufen. Dies erfordert Öle, die diese Riemen nicht zersetzen.

### Traktor-Öl
Viele Traktoren (fast alle modernen Traktoren mit stufenlosen Getrieben) verwenden für Motor, Getriebe und Hydraulik unterschiedliche Ölkreisläufe, ähnlich wie beim Automobil. Die Anforderungen und Spezifikationen sind daher auch ähnlich.
Vor allem Traktoren mit Lastschaltgetrieben und ältere Traktoren haben einen gemeinsamen Ölkreislauf für Getriebe, Hinterachse und die Hydraulik, bei denen nasse Lamellenkupplungen im Ölbad mitlaufen.
Daraus ergeben sich spezielle Anforderungen, die mit Standardölen nicht erfüllt werden können. Bei solchen Maschinen wird meist ein Universalöl Super Tractor Oil Universal (STOU) verwendet, das den Anforderungen von Achs- bzw. Getriebeölen (API GL4 mit Limited-Slip (LS) Zusätzen), Motoröl sowie denen eines Hydrauliköls gerecht wird.
Die Bestimmung der Reinheitsklassen nach ISO 4406, SAE 4059 ist mit diesem Öl nicht bzw. nur sehr schwer möglich, da bei der klassischen Partikelzählung mittels Lichtquelle (Laser) und Photodetektor auch die relativ großen Additive mitgezählt werden. Eine entsprechende Auswertung kann nur rechnerisch erfolgen.

### Gasmotoren
Für Gasmotoren werden Öle teilweise auf Bedingungen des Gasbetriebs optimiert. Teilweise wird bei nachgerüsteten Benzin- oder Dieselmotoren eine zusätzliche Zylinderschmierung eingebaut.
Gründe dafür sind:
- Flüssige Kraftstoffe verdampfen und kühlen das Gemisch durch ihre Verdampfungsenthalpie. Dieser Kühleffekt entfällt bei Gasbetrieb, so dass die Verbrennungs- und damit die Öltemperaturen höher liegen.
- Die den flüssigen Kraftstoffen beigemischten Additive, beispielsweise zur Reinigung des Brennraumes, fehlen dem Gas. Das Motoröl muss dann diese Aufgabe übernehmen. Durch die erforderlichen Additive kann – je nach Formulierung des Öls – ein erhöhter Ascheanteil im Abgas die Folge sein, so dass ein geschlossener Partikelfilter stärker belastet wird.

## Normen

### ACEA
Die Nachfolgeorganisation der CCMC – der ACEA (Association des Constructeurs Européens d’Automobiles) – ist ein Interessenverband der europäischen Automobilindustrie. Seit Anfang der 1990er Jahre werden dort Motorenölklassifikationen für europäische Fahrzeuge erarbeitet und herausgegeben, wobei die üblichen US-Prüfläufe und die API-Klassifikationen mit berücksichtigt werden, um eine Übertragbarkeit der Ergebnisse zu gewährleisten.
- ACEA Klasse A – Motorenöl für Ottomotoren in PKW
- ACEA Klasse B – Motorenöl für Dieselmotoren in PKW und leichten Nutzfahrzeugen
- ACEA Klasse C – Motorenöl für Otto- und Dieselmotoren mit neuen Abgasnachbehandlungssystemen (z. B. Dieselpartikelfilter)
- ACEA Klasse E – Motorenöl für Dieselmotoren in Nutzfahrzeugen und LKW

Die Klasse wird ergänzt um einen Zahlencode. Beispiel: ein A1/B1-04 wäre ein Motorenöl für Ottomotoren (Klasse A) und Dieselmotoren (Klasse B) in Standardqualität (1), geprüft nach der im Jahre 2004 (-04) ausgegebenen ACEA-Klassifikation.
Aus dem Zahlenwert kann allerdings keineswegs auf die Wertigkeit des Öles geschlossen werden. Zwar ist ein A3- oder B3-klassifiziertes Öl höherwertig als ein A1- oder B1-Öl. Ein A1-, B1- oder auch C1-Öl ist ein Öl mit einer abgesenkten HTHS-Viskosität. Aufgrund der damit verringerten Reibung erzielt man eine Kraftstoffersparnis von ca. 2,5 % gegenüber einem 15W-40. Es ist nicht richtig, dass ein C3 deshalb höherwertig ist, jedoch verbrennt ein Motoröl der Klasse C1 rückstandsärmer als ein Motoröl der Klasse C3 – würde hier ein C3- anstelle des vorgeschriebenen C1-Öles verwendet, könnte sich der Partikelfilter zusetzen.
Die ehemaligen CCMC-Klassifikationen (CCMC D, CCMC G, CCMC PD etc.) sind ausgelaufen und werden nicht mehr geprüft.

### API
Das American Petroleum Institute (API) ist der größte Interessenverband der US-amerikanischen Öl- und Gasindustrie. Seit den 1940er Jahren erarbeitet man dort technische Standards und gibt technische Richtlinien heraus, unter anderem auch für Motoröl.
- API – S(Service oder Spark-Plug ignition = Kerzenzündung): Für Ottomotoren in PKW.
- API – C(Commercial oder Combustion ignition = Kompressionzünder = Selbstzünder): für Dieselmotoren in Nutzfahrzeugen und LKW, gültige Normen sind derzeit API – CF und API – CI-4 für Viertakt-Dieselmotoren sowie API – CF-2 für Zweitakt-Dieselmotoren.
- API - GL = Getriebeöl

Je höher im Alphabet der Zusatzbuchstabe ist, umso anspruchsvoller die Prüfungen an das Öl. Somit hat ein Motoröl mit der Kennung API SL eine höhere Qualitätsklasse als eines mit API SG. Die derzeit höchsten Qualitätsklassen sind SP bzw. CK.
Alle älteren Buchstaben- bzw. Zahlencodes sind nicht mehr gültig. Trotzdem werden sie für spezielle Motoröle weiterhin verwendet und ausgewiesen, so z. B. bei Motorölen für Oldtimer und Veteranenfahrzeuge.
Es folgt eine Aufstellung einiger existierenden Klassen mit einer kurzen Beschreibung:
Ottomotorenöle:
| API-Klassenname | Bemerkung |
| --------------- | --- |
| API-SA          | Regular-Motoröle evtl. mit Stockpunktverbesserer und/oder Antischaummittel (bis 1930) |
| API-SB          | Motoröl für niedrig beanspruchte Otto-Motoren mit Wirkstoffen gegen Alterung, Korrosion und Verschleiß (nach 1930) |
| API-SC          | Motoröl für mittelbelastete Otto-Motoren. Wie SB zusätzlich Wirkstoffen gegen Verkokung (von 1964 bis 1967) |
| API-SD          | Motoröl für schwere Betriebsbedingungen bei Otto-Motoren (von 1968 bis 1971) |
| API-SE          | Motoröl für sehr hohe Anforderungen bei Otto-Motoren (von 1971 bis 1979) |
| API-SF          | Motoröl für sehr hohe Anforderungen bei Otto-Motoren wie SE, zusätzlich verbessertem Verschleißschutz und Schlammtragevermögen (von 1980 bis 1987) |
| API-SG          | Motoröl für höchste Anforderungen wie SF, zusätzlich Schutz gegen (Schwarz-)Schlammbildung (von 1987 bis 1993) |
| API-SH          | Motoröl für höchste Anforderungen wie SG, zusätzlich Anforderungen an dem Schmierfilmabriss bei hohen Temperaturen und hoher Scherbelastung (engl.: HTHS für High Temperature High Shear) sowie der Verdampfungsverluste (von 1993 bis 1996) |
| API-SJ          | Nachfolgeklassifikation zu API SH. Verschärfte Anforderungen hinsichtlich Verdampfungsverlust (gültig ab Oktober 1996). |
| API-SK/SL       | Nachfolgeklassifikationen zu API SJ (gültig ab 2001) |
| API-SM          | Motoröl für extrem hohe Anforderungen hinsichtlich Oxidationsstabilität, Motorsauberkeit, Verschleißschutz, Alterungsverhalten und Leistungsvermögen bei niedrigen Temperaturen. (gültig ab 2004) |
| API-SN          | eingeführt im Oktober 2010 für das Jahr 2011, auch für ältere Fahrzeuge geeignet, entworfen für verbesserten Hochtemperaturschutz an Kolben, strengere Schlammkontrolle, höhere Dichtungskompatibilität. API SN mit Ressourcenverbesserung ILSAC GF-5 durch die Kombination von API SN verbesserte Performance für geringeren Kraftstoffverbrauch, Turboladerschutz, kompatibel zu Abgasreinigungsanlagen, und Schutz der Motoren, die mit Ethanol-haltigen Kraftstoffen bis zu E85 betrieben werden (gültig ab 2011). |
| API-SN Plus     | Diese Spezifikation wurde entwickelt um auf das Problem LSPI bei turboaufgeladenen Benzin-Direkteinspritzern zu reagieren. Die Spezifikation ist abwärtskompatibel zu API SN, es wurden nur zusätzliche Tests aufgrund des LSPI Problems eingeführt. |
| API-SP          | eingeführt im Mai 2020. |

Dieselmotorenöle:
| API-Klassenname | Bemerkung |
| --------------- | --- |
| API-CC          | Motorenöle für geringe Beanspruchungen |
| API-CD          | Motorenöle für hohe Beanspruchungen, turbogetestet |
| API-CE          | Motorenöle für höchste Beanspruchungen, turbogetestet |
| API-CF-4        | Motorenöle der Klasse CE mit geringem Anteil an metallorganischen Additiven und höheren Anforderungen in Bezug auf Ölverbrauch und Ablagerungen an Kolben. |
| API-CG-4        | Eingeführt 1995. |
| API-CH-4        | Eingeführt 1998. |
| API-CI-4        | Eingeführt 2002. |
| API-CJ-4        | Eingeführt 2010. |
| API-CK-4        | Eingeführt 2017. |

### ILSAC zusammen mit JAMA und anderen
Motoröle nach Spezifikation der ILSAC (International Lubricant Standardization and Approval Committee), JAMA (Japan Automobile Manufacturers Association) und anderen sind in Asien üblich.
- ILSAC GF 1 entspricht in etwa API – SH
- ILSAC GF 2 entspricht in etwa API – SJ
- ILSAC GF 3 entspricht in etwa API – SL
- ILSAC GF 4 entspricht in etwa API – SM
- ILSAC GF 5 entspricht in etwa API – SN
- ILSAC GF 6 entspricht in etwa API – SN Plus oder API - SP, wobei GF 6A rückwärtskompatibel zu GF 5 ist. GF 6B bezeichnet Öle niedrigerer Viskosität.

### JASO
Diese japanische Organisation JASO (Japanese Automotive Standards Organization) gibt ebenfalls eigene Öl-Spezifikationen heraus. Wichtig sind die JASO-Spezifikationen für Zweitaktöle und die JASO-Spezifikation T 903 aus 1999. In dieser werden – aufbauend auf den API/ACEA-Spezifikationen – bestimmte Anforderungen für Otto-Viertakt-Motorradmotoren geprüft. Alle nach JASO T 903 geprüften Motorradöle müssen spezielle Schmierstoffeigenschaften erfüllen, die für Motorradmotoren mit integriertem Getriebe wichtig sind. Besonderes Augenmerk legt diese Prüfung auf Schergefälle (HTHS-Viskosität), Scher-, Verdampfungs- und Viskositätsstabilität bei hohen Temperaturen. Darüber hinaus werden spezielle Reibwertanforderungen geprüft, um festzustellen, welches Öl für Ölbadkupplungen geeignet ist. Danach bezeichnet die Klasse
- JASO MA Öle mit hohem Reibwert, die für Ölbadkupplungen empfohlen werden und
- JASO MB Öle mit niedrigem Reibwert, die für Ölbadkupplungen eher nicht eingesetzt werden sollten.

### ACEA zusammen mit Alliance, EMA und JAMA
Das Besondere an den Global-Spezifikationen der Association des Constructeurs Européens d’Automobiles (ACEA), Members of the Alliance of Automobile Manufacturers (Alliance), Engine Manufacturers Association (EMA) und Japan Automobile Manufacturers Association (JAMA) ist, dass die Prüfläufe parallel mit amerikanischen, asiatischen und europäischen Fahrzeugmotoren durchgeführt werden.
- Global DLD 1, Global DLD 2 und Global DLD 3 sind Prüfnormen, die speziell für leichte Nutzfahrzeuge mit Dieselmotoren entwickelt wurden.
- Global DHD 1 ist eine Prüfnorm, die speziell für schwere Nutzfahrzeuge mit Dieselmotoren entwickelt wurde.

### Sondernormen der Fahrzeughersteller
Einige Fahrzeug- bzw. Motorenhersteller haben eigene Spezifikationen veröffentlicht, die im Allgemeinen auf einer ACEA- oder API-Klassifikation basieren. Oft werden darin auch spezielle praktische Fahrversuche und Straßentests vorgeschrieben.
Auf dem deutschen Markt sind insbesondere die Hausnormen folgender Fahrzeughersteller von Bedeutung:
- BMW
- Ford
- Mercedes-Benz
- Opel (GM-LL (−2010), dexos (ab 2010))
- Porsche
- Renault
- VW (Audi, Seat, Skoda)

Mit der zunehmenden technischen Ausgereiftheit moderner Motoren haben sich auch die Ansprüche an Motorenöle und ihre Eigenschaften geändert. Der Einsatz einfacher Öle in neueren Fahrzeugen (oder umgekehrt moderner Öle in älteren Motoren) kann möglicherweise Probleme verursachen.
So brauchen moderne Filtersysteme wie Rußpartikelfilter spezielle, rückstandsfrei verbrennende Motoröle. Diese sind aber für viele ältere Motoren ungeeignet, weil ihre Schmiereigenschaften dort nicht ausreichen. So ist eine neue VW-Norm zwar abwärtskompatibel angelegt – aber eben nicht generell: Einige ältere Motoren mit Pumpe-Düse-Einspritztechnik sind explizit ausgenommen.

## Ölverdünnung

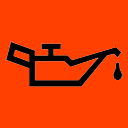
Öldruckwarnleuchte

Werden Fahrzeuge mit Verbrennungsmotor häufig im Kurzstreckenverkehr betrieben, tritt oft eine verschleißfördende Ölverdünnung mit einhergehender Ölvermehrung auf. Dabei wird unverbrannter Kraftstoff in das Motoröl eingeschleppt und durch die im Kurzstreckenverkehr niedrigen Öltemperaturen nicht wieder ausgedampft.
Bei Benzinmotoren tritt Ölvermehrung durch häufige Kaltstarts auf, wodurch sich der Treibstoff an den kalten Zylinderwänden niederschlägt und dadurch ins Öl gelangt.
Bei Dieselmotoren mit Dieselpartikelfilter, bei der notwendigen Partikelfilter-Regeneration wird während des Expansionstaktes zusätzlich Kraftstoff in den Brennraum gespritzt, um die Abgastemperatur zu erhöhen; der Kraftstoff verbrennt aber nicht vollständig und gelangt ins Motoröl.
Der ADAC untersuchte das Phänomen der Ölverdünnung speziell bei Dieselmotoren mit Partikelfilter. Basierend auf dieser Untersuchung aus dem Jahr 2009/2010 forderte er:
- „Die Fahrzeughersteller sind aufgerufen, Partikelfilter-Regenerationsverfahren weiterzuentwickeln, die auch im Kurzstreckenbetrieb keine Verkürzung der Ölwechselintervalle erforderlich machen und die volle Gebrauchsfähigkeit des Fahrzeuges ohne Nachteile sicherstellen.“

- „Die Fahrzeughersteller bzw. Vertragswerkstätten sollten ihren Kunden attraktive Ölwechselangebote – speziell für Diesel-Kurzstreckenfahrer – anbieten. Ölpreise von 25 bis über 30 Euro je Liter sind dafür nicht hinnehmbar.“

Kurzstreckenverkehr sollte aus den o. g. Gründen vermieden werden, da sonst der Verbrennungsmotor seine optimalen Betriebstemperaturen (Kühlwasser und Motoröl) nicht oder nur für kurze Zeit erreicht. Einige Dieselmotoren von PSA benutzen eine spezielle Flüssigkeit zur Regeneration des Partikelfilters, die direkt ins Abgassystem eingespritzt wird.

## Entsorgung
In Deutschland sind Verkäufer von Motorölen durch die Altölverordnung verpflichtet, gebrauchtes Motoröl zurückzunehmen.
Seltener kann Altöl beim kommunalen Entsorgungsbetrieb kostenlos abgegeben werden. Manche Autowerkstätten und Tankstellen nehmen Altöl entgegen, wenn man als Kunde bekannt ist.